# 比利利夫卡

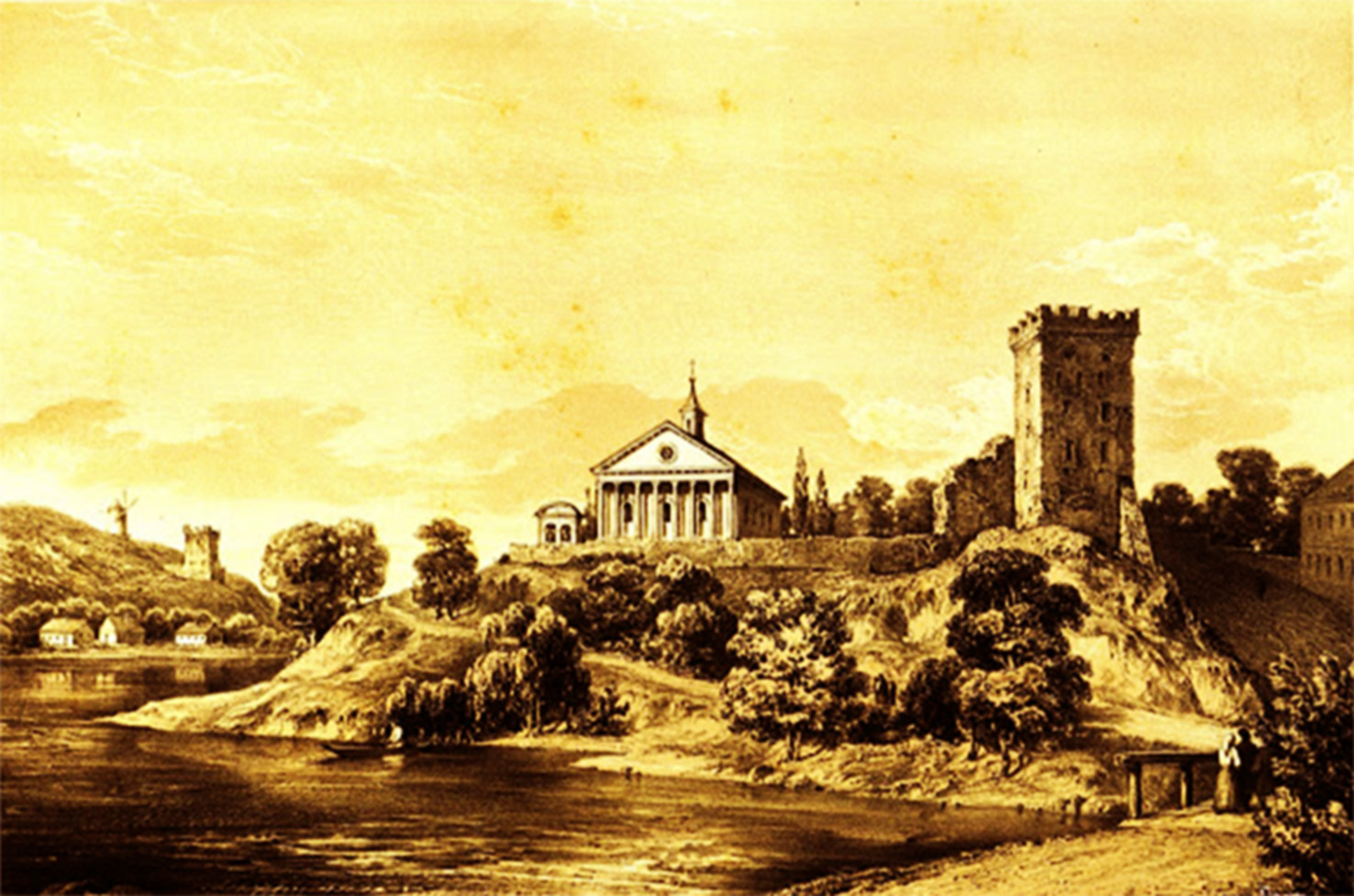

比利利夫卡（烏克蘭語：Білилівка），是烏克蘭北部的村莊，隸屬日托米爾州的別爾季切夫區。該村處於羅斯塔維齊亞河畔，始建於1071年，面積6.84平方公里，海拔高度244米，2007年人口2,193。
49°40′34″N 29°0′30″E / 49.67611°N 29.00833°E